# Walk Me Home
"Walk Me Home" là một bài hát của nữ ca sĩ người Mĩ Pink trong album phòng thu thứ tám của cô, Hurts 2B Human (2019). Bài hát được thông báo trong một buổi phỏng vấn trên chương trình The Ellen DeGeneres Show phát sóng vào ngày 6 tháng 2 năm 2019 và được phát hành như là đĩa đơn mở đường cho album vào ngày 20 tháng 2 năm 2019 bởi RCA Records. "Walk Me Home" được chắp bút bởi Pink, Scott Friedman và Nathaniel Ruess và được sản xuất bởi Peter Thomas và Kyle Moorman.
Khi ra mắt, bài hát nhận được những đánh giá tích cực từ các nhà phê bình, khen ngợi nó như một sự chuyển hướng lạc quan so với những đĩa đơn trước của Pink. Về mặt thương mại, "Walk Me Home" đạt được thành công vừa phải và rơi vào top 10 của nhiều bảng xếp hạng của một số nước, bao gồm Ireland, Thụy Sĩ và Vương quốc Anh. Để quảng bá, một video lời bài hát được đăng tải trên trang YouTube chính thức của Pink trùng với lúc bài hát được phát hành. Video âm nhạc của bài hát được đạo diễn bởi Micheal Gracey ra mắt vào ngày 21 tháng 3 năm 2019. Pink đã biểu diễn "Walk Me Home" trên chương trình The Ellen DeGeneres Show và tại Lễ trao Giải Brit 2019.

## Bối cảnh phát hành
Vào ngày 25 tháng 1 năm 2019, có thông báo cho rằng Pink sẽ nhận được một ngôi sao cho riêng mình trên Đại lộ Danh vọng Hollywood. Buổi lễ diễn ra vào ngày 5 tháng 2 năm 2019, Pink đến tham dự cùng với hai con và chồng mình, Carey Hart. Hôm sau, Pink xuất hiện trên chương trình The Ellen DeGeneres Show và nói rằng "Walk Me Home" sẽ được phát hành trong 2 tuần tới trong khi đó album tiếp theo, "Hurts 2B Human" sẽ được phát hành vào tháng 4 năm 2019. Cô cũng cho biết về việc quay video âm nhạc với đạo diễn của bộ phim The Greatest Showman, Micheal Gracey và sau đó hát một đoạn ngắn của "Walk Me Home". Trên mạng xã hội của cô cũng xuất hiện thông tin về thời gian phát hành của bài hát. Bài hát có thể được tải về kỹ thuật số và nghe online vào ngày 20 tháng 2 năm 2019 và video lời nhạc của nó cũng được đăng lên YouTube vào cùng ngày. Nó được lần lượt gửi đến các đài hot adult contemporary radio và contemporary hit radio vào ngày 25 tháng 2 năm 2019 và 5 tháng 3 năm 2019.

## Diễn biến thương mại
Ở Hoa Kỳ, "Walk Me Home" bắt đầu tại vị trí thứ 23 trên bảng xếp hạng Billboard Digital Songs. Tuần kế tiếp, bài hát nhảy vọt lên vị trí á quân - cũng là vị trí cao nhất của nó với 30.000 bản bán ra dựa theo Nielsen SoundScan, trở thành bài hát đầu tiên của cô kể từ "Setting The World On Fire" có thể leo đến vị trí này, cũng như là đĩa đơn có thứ hạng cao nhất trong sự nghiệp solo của cô trên bảng xếp hạng này kể từ "Just Give Me a Reason". Do đó, "Walk Me Home" ra mắt tại vị trí thứ 54 trên bảng xếp hạng Billboard Hot 100, trở thành bài hát thứ 31 lọt vào bảng xếp hạng này trong sự nghiệp của Pink. Sau khi album Hurts 2B Human ra mắt, bài hát nhảy 13 hạng trên bảng xếp hạng Hot 100, từ 62 lên 49, cũng là vị trí cao nhất của nó đến nay. Ở Canada, "Walk Me Home" ra mắt ở vị trí thứ 79 trên bảng xếp hạng Canadian Hot 100 và vươn đến vị trí cao nhất của nó là 18 trong tuần thứ hai.
Ở Úc, bài hát ra mắt ở vị trí thứ 15 trên bảng xếp hạng ARIA Singles Chart trước khi vươn đến vị trí thứ 11 trong tuần kế tiếp. Hiệp hội Công nghiệp ghi âm Úc trao chứng nhận Vàng cho nó sau khi đem về doanh thu 35.000 đơn vị. Tại Anh, bài hát ra mắt tại vị trí thứ 8 trên bảng xếp hạng UK Singles Chart và được chứng nhận bạc bởi Hiệp hội Công nghiệp ghi âm Anh sau khi bán ra hơn 200.000 bản tại nước này. Ở các nơi khác, "Walk Me Home" vươn đến vị trí thứ 6 tại Ireland, vị trí thứ 7 tại Hà Lan, vị trí thứ 2 tại Scotland và vị trí thứ 8 tại Thụy Sĩ.

## Xếp hạng
| Xếp hạng (2019)                        | Vị trí cao nhất |
| -------------------------------------- | --------------- |
| Úc (ARIA)                              | 11              |
| Áo (Ö3 Austria Top 40)                 | 36              |
| Bỉ (Ultratop 50 Flanders)              | 15              |
| Bỉ (Ultratop 50 Wallonia)              | 27              |
| Canada (Canadian Hot 100)              | 17              |
| Canada AC (Billboard)                  | 1               |
| Canada CHR/Top 40 (Billboard)          | 33              |
| Canada Hot AC (Billboard)              | 1               |
| Croatia Airplay (HRT)                  | 5               |
| China Airplay/FL (Billboard)           | 15              |
| Cộng hòa Séc (Rádio Top 100)           | 16              |
| Cộng hòa Séc (Singles Digitál Top 100) | 37              |
| Đan Mạch Airplay (Tracklisten)         | 6               |
| Europe (Euro Digital Songs)            | 3               |
| Phần Lan (Suomen virallinen lista)     | 29              |
| France (SNEP)                          | 180             |
| Đức (GfK)                              | 33              |
| Germany (Airplay Chart)                | 3               |
| Hungary (Single Top 40)                | 14              |
| Hungary (Stream Top 40)                | 33              |
| Ireland (IRMA)                         | 6               |
| Italy (FIMI)                           | 94              |
| Latvia (Latvijas Top 40)               | 4               |
| Lebanon (The Official Lebanese Top 20) | 7               |
| Hà Lan (Dutch Top 40)                  | 7               |
| Hà Lan (Single Top 100)                | 18              |
| New Zealand (Recorded Music NZ)        | 16              |
| Norway (VG-lista)                      | 33              |
| Ba Lan (Polish Airplay Top 100)        | 5               |
| Romania (Airplay 100)                  | 59              |
| Scotland (OCC)                         | 2               |
| Slovakia (Rádio Top 100)               | 12              |
| Slovakia (Singles Digitál Top 100)     | 37              |
| Slovenia (SloTop50)                    | 5               |
| Sweden (Sverigetopplistan)             | 35              |
| Thụy Sĩ (Schweizer Hitparade)          | 8               |
| Anh Quốc (OCC)                         | 8               |
| Hoa Kỳ Billboard Hot 100               | 49              |
| Hoa Kỳ Adult Contemporary (Billboard)  | 13              |
| Hoa Kỳ Adult Pop Airplay (Billboard)   | 2               |
| Hoa Kỳ Dance Club Songs (Billboard)    | 4               |
| Hoa Kỳ Pop Airplay (Billboard)         | 32              |